# Бачо Киро
Бачо Киро (болг. Бачо Киро; справжнє ім'я і прізвище — Киро Петров; нар. 7 липня 1835, Бяла Черква — пом. 28 травня 1876, Велико-Тирново — болгарський письменник та революціонер.

## Біографія
Народився 7 липня 1835 в селі Бяла Черква. У віці 6 років залишився без батька і змушений був працювати, аби родина мала хоч якісь засоби до існування. У 1847-му його мати, Цона Добрева, відправила хлопця в Батошівський монастир на навчання.
На шляху самоосвіти й напруженої праці він виріс як чудовий просвітницький діяч. Він має велику популярність і серед болгарського населення, і серед турецького народу. Пише вірші, присвячені долі поневоленої Болгарії й закликає до повстання.
У 1870-му заснував перший сільський шкільний театр у Болгарії. У 1870–1871 роках був редактором газети «Македонія».
1876 року очолив загони Квітневого повстання у своєму районі. Виказаний односельцем Тошом Франговим, був розстріляний у рідному місті за вироком османського суду.

## Творчість

### Опубліковані книги
- «Описание на село Горни Турчета» (1870).
- «Пътуванието на Бача Кира» (1873).
- «Второто пътувание на Бача Кира» (1874).